# De Wereld van K3
De Wereld van K3 was een Nederlands/Vlaams kinderprogramma rond de meidengroep K3 dat werd uitgezonden in Nederland op Zappelin bij de AVROTROS en in België op VTM bij TamTam. De productie werd uitgevoerd door Studio 100. In 2016 werd dit programma opgevolgd door Iedereen K3.

## Zenders
- Nederland, Zappelin (2003-2015)
- België, VTM (2004-2007)
- België, vtmKzoom (2010-2015)
- België, Studio 100 TV (2013)

## Presentatie
- Karen Damen (2003-2013)
- Kristel Verbeke (2003-2013)
- Kathleen Aerts (2003-2009)
- Josje Huisman (2010-2013)

## Dvd
- De wereld van K3 volume 1 (2010)
- De wereld van K3 volume 2 (2011)
- De wereld van K3 volume 3 (2012)
- De wereld van K3 volume 4 (2012)
- De wereld van K3 volume 5 (2013)

## Rubrieken

### 2006-2009
met: Karen, Kristel en Kathleen
- Koken met Ad Janssen (dinsdag)
- Verhaaltje van Bumba of Kabouter Plop (dinsdag)
- Dierenrubriek met Martin Gaus (dinsdag)
- Clip van Studio 100 (dinsdag)
- Optreden of clip van K3 (dinsdag)
- Gast (woensdag)
- Verhaaltje van Piet Piraat (woensdag)
- Blubberpot (woensdag)
- Optreden van de gast (woensdag)
- Goochelen met Sylvia Schuyer of Kobe Van Herwegen (woensdag)
- Optreden of clip van K3 (woensdag)

### 2010
met:  Karen, Kristel en Josje
- Karaoke (dinsdag)
- Dierenrubriek met Martin Gaus (dinsdag)
- Verhaaltje van Kabouter Plop of Piet Piraat (dinsdag)
- Dansen met Josje (dinsdag)
- Tekenen met Jean-Pol (dinsdag)
- Clip van K3 (dinsdag)
- Karaoke (woensdag)
- Koken met Josje en Kristel (woensdag)
- Verhaaltje van Kabouter Plop of Piet Piraat (woensdag)
- Dansen met Josje (woensdag)
- Knutselen (woensdag)
- Clip van K3 (woensdag)

### 2011
met: Karen, Kristel en Josje
- Verhaaltje over K3: deel 1 (dinsdag)
- Samen spelen met K3 of Knutselen met Kristel (dinsdag)
- Verhaaltje over K3: deel 2 (dinsdag)
- Dierenrubriek met Martin Gaus of Feestje met Josje (dinsdag)
- Verhaaltje over K3: deel 3 (dinsdag)
- Dansen met Josje of Clip van K3 (dinsdag)
- Verhaaltje over K3: deel 4 (dinsdag)
- Verhaaltje over K3: deel 1 (donderdag)
- Knutselen met Kristel of Schminken met Karen (donderdag)
- Verhaaltje over K3: deel 2 (donderdag)
- Dierenrubriek met Martin Gaus of Koken met Kristel & Josje (donderdag)
- Verhaaltje over K3: deel 3 (donderdag)
- Dansen met Josje of Clip van K3 (donderdag)
- Verhaaltje over K3: deel 4 (donderdag)

### 2013
met: Karen, Kristel en Josje
- Verhaaltje over K3: deel 1 (maandag)
- Huisdieren met Kristel (maandag)
- Verhaaltje over K3: deel 2 (maandag)
- Fashion met Karen (maandag)
- Verhaaltje over K3: deel 3 (maandag)
- Dansen met Josje of Clip van K3 (maandag)
- Verhaaltje over K3: deel 4 (maandag)
- Verhaaltje over K3: deel 1 (dinsdag)
- Koken met Kristel en Karen (dinsdag)
- Verhaaltje over K3: deel 2 (dinsdag)
- Feestje met Josje (dinsdag)
- Verhaaltje over K3: deel 3 (dinsdag)
- Clip van K3 (dinsdag)
- Verhaaltje over K3: deel 4 (dinsdag)
- Verhaaltje over K3: deel 1 (woensdag)
- Sporten met Josje (woensdag)
- Verhaaltje over K3: deel 2 (woensdag)
- Samen spelen met K3 (woensdag)
- Verhaaltje over K3: deel 3 (woensdag)
- Clip van K3 (woensdag)
- Verhaaltje over K3: deel 4 (woensdag)

## Trivia
- Vanaf 2010 is er geen publiek meer aanwezig in het programma. Er zijn enkel nog rubrieken.
- Vanaf 2013 zal er af en toe eens een kind aanwezig mogen zijn.